# Monoklonaal antilichaam
Monoklonale antistoffen zijn antistoffen die afkomstig zijn van één geactiveerde B-lymfocyt (plasmacel). Een geactiveerde B-lymfocyt maakt antistoffen aan gericht tegen één epitoop op een antigeen.

## Voordelen
Deze antistoffen hebben voordelen boven de antistoffen die verkregen worden uit dieren (een dier wordt ingespoten met een verzwakte ziekteverwekker of een verzwakt gif, de antistoffen die het als gevolg daarvan aanmaakt worden verwerkt tot een antiserum), omdat het:
- makkelijker is om een antiserum te maken dat alleen de gewenste antistoffen bevat;
- het met monoklonale antistoffen mogelijk is om een zuiver antiserum te krijgen, en met de antistoffen verkregen uit dieren niet. Het is namelijk niet mogelijk om uit twee proefdieren precies hetzelfde antistof te krijgen.

## Verkrijgingsmethode
Een bepaald antigeen wordt bij een muis ingespoten. Zes tot twaalf weken later gebeurt dit nog een keer. Drie dagen later wordt de milt uit de muis gehaald. De milt bevat nu de B-lymfocyten die antistoffen aanmaken tegen het ingespoten antigeen. Doordat één antigeen verschillende epitopen heeft zullen de B-cellen antistoffen aanmaken tegen de verschillende epitopen op hetzelfde antigeen. Dit heet een polyklonaal antiserum.
Hierna wordt de milt in een oplossing fijngemaakt, zodat alle cellen los van elkaar komen te liggen (celsuspensie). Omdat B-cellen een korte levensduur hebben (zoals de meeste gedifferentieerde cellen), bedachten de onderzoekers Georges Köhler en César Milstein dat ze deze cellen konden laten fuseren met tumorcellen. Tumorcellen zijn namelijk wel goed te kweken omdat ze ongeremd delen. Fusie gebeurt door toevoeging van polyethyleenglycol, waardoor nabijgelegen membranen samensmelten.
Na de fusie (hybridisatie) van de B-cellen met de tumorcellen (myelomen) worden de cellen blootgesteld aan een speciaal medium om de niet-gefuseerde myeloomcellen te verwijderen. Deze kunnen enkel de de-novosynthese-pathway gebruiken voor de aanmaak van DNA. Door toevoeging van aminopterine wordt deze weg geblokkeerd, en sterven ze af. De hybridoma's gebruiken, dankzij de B-cellen, een alternatieve pathway en overleven. De niet-gefusioneerde B-cellen sterven na 1 à 2 weken van ouderdom. De groepjes cellen die na drie weken nog leven heten celklonen of hybridoma's.
Na verdunning worden deze cellen verdeeld over een microtiterplaat, zodat er slechts 1 cel per putje aanwezig is, en er wordt groeimedium toegevoegd. Elk microtiter-putje bevat dan cellen die één antistof produceren, aangemaakt tegen één epitoop. Op dat moment heeft men een monoklonaal serum.
De klonen die het gewenste antistof produceren worden geselecteerd; dit zijn de antistoffen die een positieve reactie geven met het van tevoren gekozen antigeen. Alleen deze antistoffen worden verder gekweekt in een laboratorium.

## Voorbeelden
- Adalimumab
- Aducanumab
- Besilesomab
- Bevacizumab
- Daratumumab
- Idarucizumab
- Infliximab
- Lecanemab
- Pembrolizumab
- Pendetide
- Rituximab
- Ustekinumab